# Erik Fredriksson
Erik Fredriksson (13 de fevereiro de 1943) é um ex-árbitro de futebol sueco.

## Carreira
Iniciou sua carreira como árbitro em 1971, filiando-se à FIFA dois anos depois.
Apitou em três Copas do Mundo: em 1982, foi o árbitro da partida entre Iugoslávia e Irlanda do Norte; na Copa seguinte, no México, apitou Itália e Bulgária e Argentina e União Soviética. Foi também um dos bandeirinhas de Romualdo Arppi Filho na decisão entre Argentina e Alemanha Ocidental.
Na Copa de 1990, envolveu-se em polêmica em outro jogo entre Argentina e URSS: quando o jogo estava empatado em 0 a 0
, após cobrança de escanteio, Diego Maradona impediu um gol dos soviéticos com o braço. Fredriksson entendeu que o toque foi involuntário e não marcou pênalti, revoltando os jogadores da URSS.
Além das três Copas, Fredriksson apitou a final da Liga dos Campeões de 1983-84, entre Roma e Liverpool, a Ssupercopa Europeia de 1988, entre KV Mechelen e PSV Eindhoven, além da Copa Intercontinental de 1989, decidida por Milan e Atlético Nacional. Participou, também das Eurocopas de 1984 e 1988, e em três partidas da Copa da Ásia, também em 1988. Encerrou sua carreira de árbitro em 1991, aos 48 anos.